# Municipio de Grant (condado de Iosco)
El municipio de Grant (en inglés: Grant Township) es un municipio ubicado en el condado de Iosco en el estado estadounidense de Míchigan. En el año 2010 tenía una población de 1546 habitantes y una densidad poblacional de 16,84 personas por km².

## Geografía
El municipio de Grant se encuentra ubicado en las coordenadas 44°17′53″N 83°42′47″O / 44.29806, -83.71306. Según la Oficina del Censo de los Estados Unidos, el municipio tiene una superficie total de 91.82 km², de la cual 90,34 km² corresponden a tierra firme y (1,61 %) 1,48 km² es agua.

## Demografía
Según el censo de 2010, había 1546 personas residiendo en el municipio de Grant. La densidad de población era de 16,84 hab./km². De los 1546 habitantes, el municipio de Grant estaba compuesto por el 97,28 % blancos, el 0,19 % eran afroamericanos, el 0,32 % eran amerindios, el 0,39 % eran asiáticos, el 0,39 % eran de otras razas y el 1,42 % eran de una mezcla de razas. Del total de la población el 1,16 % eran hispanos o latinos de cualquier raza.